# Georg Paula
Georg Paula (23. května 1955 Pöttmes – 26. března 2014) byl německý historik umění, památkář a autor.
Studoval historii umění, archeologii, folklór a středověké dějiny na Mnichovské univerzitě v letech 1976-1983. Obhájil dizertaci na téma Johann Georg Dieffenbrunner (1718-1785). Od roku 1984 pracoval jako hlavní autor publikace Dehio-Band (spolu s Brunem Bushartem) pro bavorské Švábsko, vydanou v roce 1989. Od 1. listopadu 1993 byl asistent výzkumu na Bavorském státním úřadu pro ochranu památek.
Je pohřben na Nordfriedhofu v Mnichově.

## Dílo (výběr)
- Eine unbekannte Ölskizze von Ignaz Paur (1723-1801): Anmerkungen und Ergänzungen zum Leben und Werk des Augsburger Malers, 2009
- Johann Michael Holzhey: 1729-1762 ; Spätbarocker Baumeister aus dem Westallgäu, 2004
- Die Lehrjungen der Augsburger Maler von 1666-1686, 2003
- Bemerkungen zu Balthasar Riepps Ölskizze für das Fresco der Kath. Pfarrkirche St. Ulrich in Seeg, 2000
- Johann Georg Dieffenbrunner: Leben und Werk, 1980